# Jean-Louis Rapnouil
Jean-Louis Rapnouil  (né le 24 janvier 1966 à Fort-de-France) est un athlète français spécialiste du 400 mètres et du saut en longueur.

## Carrière
Licencié au Stade Bordeaux Union Club, il remporte le concours du saut en longueur lors des Championnats de France 1990 avec la marque de 7,95 m.
En 1993, Jean-Louis Rapnouil se classe quatrième du relais 4 × 400 m des Championnats du monde de Stuttgart aux côtés de Pierre-Marie Hilaire, Jacques Farraudière et Stéphane Diagana, établissant en 3 min 00 s 09 un nouveau record de France. L'année suivante, le relais français décroche la médaille d'argent des Championnats d'Europe d'Helsinki derrière le Royaume-Uni. Auteur de la meilleure performance de sa carrière sur 400 m en 1996 avec le temps de 45 s 32, Rapnouil est éliminé en quart de finale des Jeux olympiques d'Atlanta. Il termine sixième du 4 × 400 m lors des Championnats du monde 1997 d'Athènes.
En outre, il est à trois reprises médaillé aux Jeux méditerranéens : en 1987 à Latakia, en argent au saut en longueur, en 1993 en France, en or au relais 4×400 m et en 1997 à Bari, en or en 400 m.

## Palmarès
| Date | Compétition                    | Lieu      | Résultat | Épreuve   |
| ---- | ------------------------------ | --------- | -------- | --------- |
| 1993 | Championnats du monde          | Stuttgart | 4e       | 4 × 400 m |
| 1994 | Championnats d'Europe          | Helsinki  | 2e       | 4 × 400 m |
| 1997 | Championnats du monde en salle | Athènes   | 6e       | 4 × 400 m |
| 1997 | Championnats du monde          | Athènes   | 5e       | 4 × 400 m |

- Champion de France du saut en longueur en 1990.
- Champion de France en salle du 400 m en 1992.